# Бас-профундо
Ба́с-профу́ндо (итал. basso profondo — глубокий бас) — очень низкий мужской голос. Бас-профундо — итальянский термин.
В России глубокие басы часто выступают в церковно-хоровой музыке. Певцов с этим типом голоса также называют октавистами по названию их функции («на октаву ниже баса») в православном церковном пении.
Утверждение, что «октависты поют октавой ниже басов», не совсем верно, ибо хотя они и идут вниз охотно, почти на октаву ниже обычного (высокого) баса (в ряде случаев спускаясь до фа контроктавы (43,7 Гц) и даже ниже), но поют в основном партию второго баса. Октависты чаще всего исполняют в аккордовом складе, при негромком звучании. Акустический эффект участия октавистов — в слиянии звуков аккорда, который по отношению к основному тону является как бы обертонами (поэтому всего естественнее исполнять бас-профундо при пении оснований мажорных трезвучий). Исполнять следует осторожно, считаясь с указаниями композитора и стилем произведения.

## Фонация в октавистском регистре
Более точным определением голоса октависта является утверждение, что эти исполнители умеют извлекать — помимо общих для всех певцов основных грудного и головного регистров — в третьем, нижнем регистре, который требует навыка запускать колебания иной части «глотки» при переходе от самых нижних нот грудного регистра. Исследовательские работы с использованием видеозаписи колебания связок, анализа спектра и формы колебаний с расположенных на шее датчиков и т. д. иногда утверждают, что техника работает на основе одновременного использования связок и «ложных связок» певца. Этим она отличается от «штробаса» (strohbass) (в американском английском «вокальное шипение», vocal fry, в британском английском creaky voice), в котором нет участия связок, то есть «голоса», а есть лишь колебания
ложных связок.
Вследствие этого третий (октавистский) способ звукоизвлечения (или фонации, phonation), с сильным голосом, простирается на одну октаву ниже самой нижней ноты грудного регистра, типично для мужчин — до ми-соль контроктавы, хотя известно множество исполнителей (например, Михаил Златопольский и Тим Стормс), певших до нижней части контроктавы (и даже далее, вглубь октавистской тесситуры). Ниже этой октавы с голосом звукоизвлечение становится очень тихим и все более «шумовым», как показывают спектрограммы, переходя в «штробасс».
Такое звукоизвлечение доступно как мужским, так и женским голосам, сегодня YouTube хранит также примеры девушки-подростка, которую отец научил извлекать отдельные звуки до ля-соль контроктавы. Традиция женского пения с применением октавистского регистра (то есть до октавы ниже самой низкой ноты грудного регистра) неизвестна.

## Традиции низкого пения в разных жанрах
В академическом пении профундо считается самым малоподвижным голосом из всех существующих. Однако партия Осмина в опере «Похищение из сераля» Моцарта богато украшена колоратурами. Вследствие этого певцов, поющих эту партию, можно условно назвать «колоратурными басами-профундо», хотя этого термина на самом деле не существует.
В опере одним из главных требований является покрытие голосом больших залов (до первых тысяч слушателей), и «резать» оркестр. Обучаемые только использованию грудного диапазона, но не «октавистской» технике, оперные певцы не могут брать мощно звуки внизу большой октавы. По этой причине ноты ниже до большой октавы в опере не используются. Голоса же известных певцов-октавистов не имеют оперного звучания, но слышны на фоне церковного хора. В православной церкви была избрана традиция отказа от использования музыкальных инструментов, и, как следствие, древнее пение очень низкими голосами выжило до наших дней и встречается во всех странах, где присутствует «греческая» церковь, например, в Сербии, Греции, Румынии, в храмах бывшего СССР и т. д.
В западной традиции голоса «басов профундо» очень распространены (США) при пении «госпелов» (gospels), церковных гимнов протестантской церкви. Эти исполнители имеют оживленную «развлекательную» (в отличие от «суровой» и медленной православной церковной музыки) манеру пения, и часто используют низкие ноты как сценическое трюкачество, исключительно микрофонное пение, что встречает аплодисменты и одобрительные выкрики в сидящей в церкви или зале аудитории. К такого стиля известным исполнителям (их десятки и десятки только во второй половине 20 века, сегодня они зарегистрированы множественными роликами на YouTube) можно отнести, например, следующих: Джон Дэниел Самнер, Кен Тёрнер, Тим Райли, Роджер Менис и Тим Стормс.
Современная поп-музыка после революции 1960-х делает намеренный акцент на высоких женоподобных голосах для мужчин-исполнителей (соответственно разрешая, наоборот, более низкие грудные голоса для женщин), а потому басы, способные брать ноты «октавистской» техникой, в кантри, роке, поп-музыке запада практически отсутствуют.
Интересно, что в прошлые века в Европе бас также считался голосом буффона (комические роли) или очень старого человека, а также отрицательного героя, а «красивое пение» предполагалось более высокими мужскими голосами. Известнейшие оперные басовые роли подтверждают это положение — например, ария Осмина — ария хранителя сераля (то есть кастрата), который поёт басом (комическая невозможность).

## Классические оперные партии баса-профундо
- Клаудио Монтеверди: Харон («Орфей»), Нептун («Возвращение Улисса на родину»), Сенека («Коронация Поппеи»)
- Алессандро Скарлатти: Алфей («Электра»)
- Георг Фридрих Гендель: Клавдий («Агриппина»)
- Жан-Филипп Рамо: Плутон («Ипполит и Арисия»)
- Антонио Сальери: господин фон Бар («Трубочист»)
- Вольфганг Амадей Моцарт: Осмин («Похищение из сераля»), Командор («Дон Жуан»), Зарастро («Волшебная флейта»)
- Людвиг ван Бетховен: Рокко («Фиделио»)
- Джоаккино Россини: Моисей («Моисей в Египте»)
- Фроманталь Галеви: Джан Франческо («Жидовка»)
- Джакомо Мейербер: Марсель («Гугеноты»)
- Гаэтано Доницетти: Балтазар («Фаворитка»)
- Рихард Вагнер: Даланд («Летучий голландец»), Фафнер, Хундинг и Хаген («Кольцо нибелунга»), Король Марк («Тристан и Изольда»), Титурель и Гурнеманц («Парсифаль»)
- Джузеппе Верди: Спарафучиле («Риголетто»), Якопо Фиеско («Симон Бокканегра»), Падре Гвардиано («Сила судьбы»), Великий инквизитор («Дон Карлос»)
- Карл Август Петер Корнелиус: Абул («Багдадский цирюльник»)
- Николай Римский-Корсаков: Дуда («Садко»)
- Рихард Штраус: барон Окс («Кавалер розы»)
- Ханс Пфицнер: Папа Римский Пий IV и Кристофоро Мадруццо («Палестрина»)
- Бенджамин Бриттен: Джон Клаггарт («Билли Бадд»)
- Дьёрдь Ранки: король Помаде («Новое платье короля Помаде»)
- Ильдебрандо Пиццетти: четвёртый искуситель («Убийство в соборе»)
- Харрисон Пол Бёртуистл: Доктор («Панч и Джуди»)
- Кшиштоф Пендерецкий: отец Ранже («Дьяволы из Лудена»)
- Пётр Ильич Чайковский: Зарецкий и Князь Гремин («Евгений Онегин»)